# Elezioni parlamentari in Finlandia del 1951
Le elezioni parlamentari in Finlandia del 1951 si tennero il 1º luglio per il rinnovo dell'Eduskunta.

## Risultati
| Liste                                        | Voti      | %     | +/- % | Seggi | +/- seggi |
| -------------------------------------------- | --------- | ----- | ----- | ----- | --------- |
| Partito Socialdemocratico Finlandese         | 480.754   | 26,52 | +0,2  | 53    | -1        |
| Lega Agraria                                 | 421.613   | 23,26 | -1,0  | 51    | -5        |
| Lega Democratica Popolare Finlandese         | 391.134   | 21,58 | +1,6  | 43    | +5        |
| Partito di Coalizione Nazionale              | 264.044   | 14,57 | -2,5  | 28    | -5        |
| Partito Popolare Svedese                     | 130.524   | 7,20  | -0,1  | 14    | +1        |
| Partito Popolare di Finlandia                | 102.933   | 5,68  | –     | 10    | –         |
| Partito Regionale dell'Åland                 | 5.686     | 0,31  | -0,0  | 1     | −         |
| Partito dei Piccoli Proprietari di Finlandia | 4.964     | 0,27  | -     | −     | −         |
| Lega Liberale                                | 4.936     | 0,27  | –     | −     | −         |
| Partito Popolare Radicale                    | 4.486     | 0,25  | -     | -     | −         |
| Partito Liberale Svedese                     | 1.195     | 0,07  | –     | −     | −         |
| Partito Popolare Finlandese                  | 243       | 0,01  | –     | −     | −         |
| Altri                                        | 305       | 0,02  | -0,3  | −     | −         |
| Totale                                       | 1.812.817 |       |       | 200   |           |